# Татаро-Лакинська сільська рада
Тата́ро-Ла́кинська сільська рада (рос. Татаро-Лакинский сельский совет) — сільське поселення у складі Вадінського району Пензенської області Росії.
Адміністративний центр — село Татарська Лака.

## Історія
2010 року ліквідована Виборнівська сільська рада (село Виборне, присілки Сноховка, Сошниковка, Судакаєвка), територія увійшла до складу Татаро-Лакинської сільради.

## Населення
Населення — 637 осіб (2019; 802 в 2010, 907 у 2002).

## Склад
До складу сільської ради входять:
| Населений пункт          | Населення, осіб (2002) | Населення, осіб (2010) |
| ------------------------ | ---------------------- | ---------------------- |
| Алексієвка, присілок     | 31                     | 22                     |
| Виборне, село            | 279                    | 277                    |
| Вишняки, присілок        | 12                     | 0                      |
| Друга Лака, присілок     | 18                     | 23                     |
| Красавка, присілок       | 14                     | 9                      |
| Лісна Крутовка, присілок | 116                    | 82                     |
| Мочалейка, присілок      | 22                     | 22                     |
| Сноховка, присілок       | 49                     | 28                     |
| Сошниковка, присілок     | 44                     | 37                     |
| Судакаєвка, присілок     | 17                     | 14                     |
| Татарська Лака, село     | 292                    | 283                    |
| Чудовка, присілок        | 13                     | 5                      |